# S1MP3

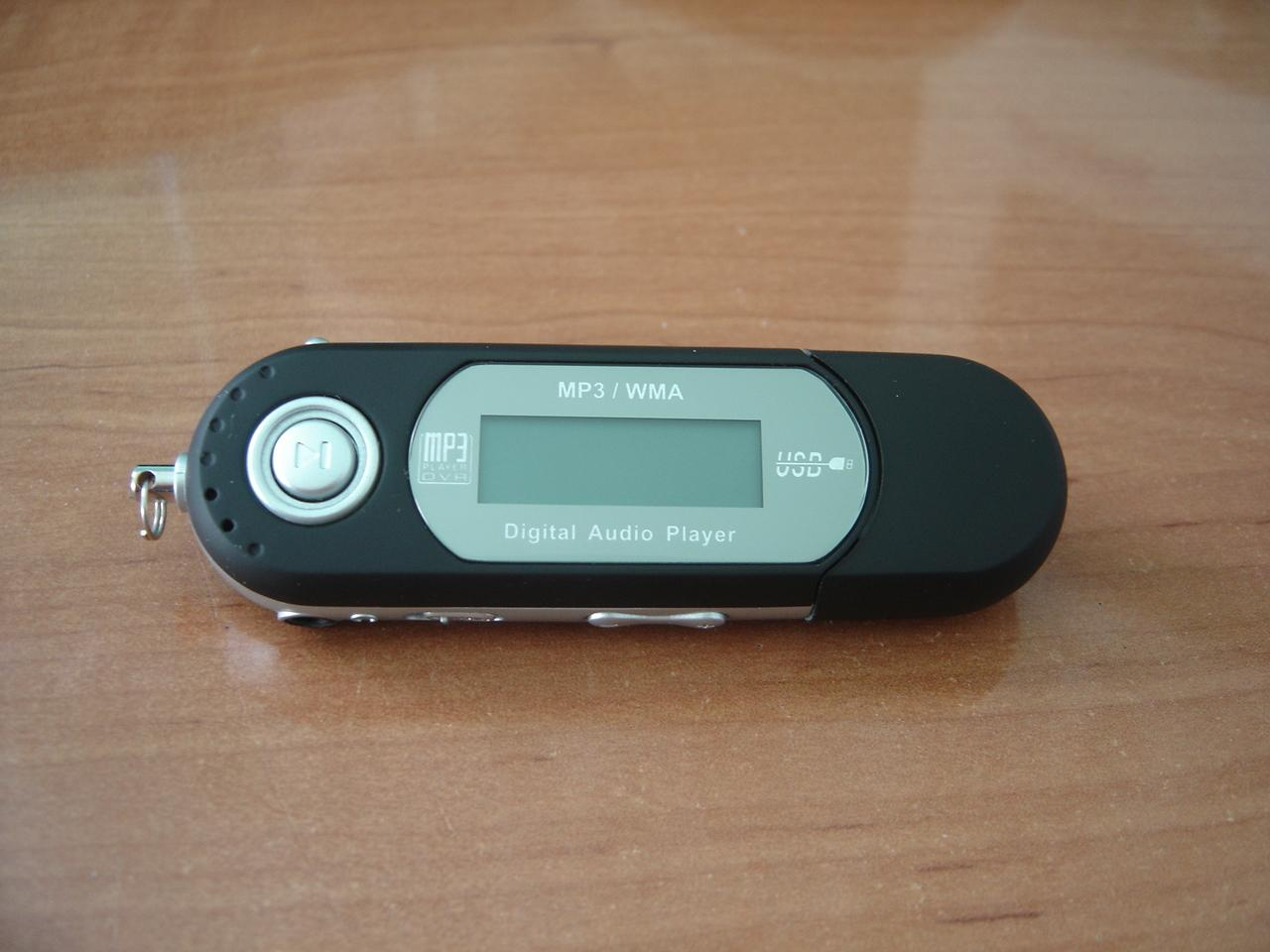
Beispiel eines S1MP3-Players

Als S1MP3-Player bezeichnet man diverse Noname-MP3-Player, die alle auf derselben Hardware-Architektur basieren und Actions-ATJ208x-Chips verwenden.

## Typische Merkmale
- Alle S1mp3-Player arbeiten mit einem Actions-ATJ208x-Chip (meist 2085).
- Sie verfügen über Hynix- oder Samsung-NAND-Flash (128 MB bis zu 4 GB),
- ein Philips-TEA5756-Low-Power-FM-Tuner-Chip sorgt für den Radioempfang,
- und ein Z80-Prozessor führt die Rechenoperationen durch.
- Sie nutzen *.amv / *.mtv als Videoformat
- und *.act für Audioaufnahmen.

## Typen
Mittlerweile existieren viele verschiedene Typen von S1MP3-Playern, sie lassen sich grob in zwei Gruppen aufteilen:
- MP3-Player verfügen über gewöhnliche MP3-Player-Funktionen
- „MP4“-Player verfügen über ein Farb-OLED oder -LCD, auf welchem sich Fotos (JPEG/GIF) und Videos (in den Spezialformaten MTV und AMV) anzeigen lassen. Die Bezeichnung „MP4-Player“ ist also nicht zutreffend, da MPEG-Videos nicht unterstützt werden.

## Firmware
Alle S1MP3-Player verfügen über eine ähnliche Firmware. Sie lässt sich mit dem Programm „MP3 Player Upgrade Tools“, welches meist mitgeliefert wird, aktualisieren – dies stellt ein großes Problem dar, weil viele s1mp3-Besitzer ihre Player durch das Aufspielen falscher Firmwaredateien unbenutzbar machen. Selbst mit einer vermeintlich richtigen Betriebssoftware gibt es häufig Probleme, da die Player von außen nahezu identisch sind, die minimalen Hardware-Differenzen aber zu Funktionsstörungen führen können.

## Spezifikationen
- 24-bit-DSP mit On-Chip-DSU
- 8-bit-Z80-CPU mit On-Chip-DSU (läuft von 24,576 MHz bis zu 60 MHz softwaregesteuert)
- USB 2.0 Full Speed (entspricht USB-1.1-Geschwindigkeit)
- arbeitet als USB-Massenspeichergerät
- unterstützt MP3, WMA, manche Modelle auch Ogg/Vorbis
- Equalizer-Funktion
- Aufnahme vom eingebauten Mikrofon oder Radio

## Hersteller
Es gibt viele Dutzend Fabriken, die S1MP3-Player herstellen. Viele liegen in Shenzhen, China. Die Player werden unter vielen Namen und von vielen Firmen verkauft. Die in Deutschland bekanntesten sind (in alphabetischer Reihenfolge):
- Cat
- Denver
- dnt
- MaxSpeed
- Mustek Systems
- Odys
- OrangeCool
- Pocket-Media
- SanDisk
- Sansun
- SupportPlus
- Typhoon
- UE-Technology
- Visual Land

Weltweit gibt es mehr als 50 Firmen, die ihre Produkte meist über eBay und/oder Discounter verkaufen.